# Bronisław Kochan
Bronisław Kochan (ur. 8 lipca 1916 w Charzewicach, zm. 13 lipca 1990 w Kanadzie) – kapral Wojska Polskiego II RP, członek załogi i obrońca Wojskowej Składnicy Tranzytowej na Westerplatte w wojnie obronnej 1939, w 1989 mianowany podporucznikiem w stanie spoczynku.

## Życiorys

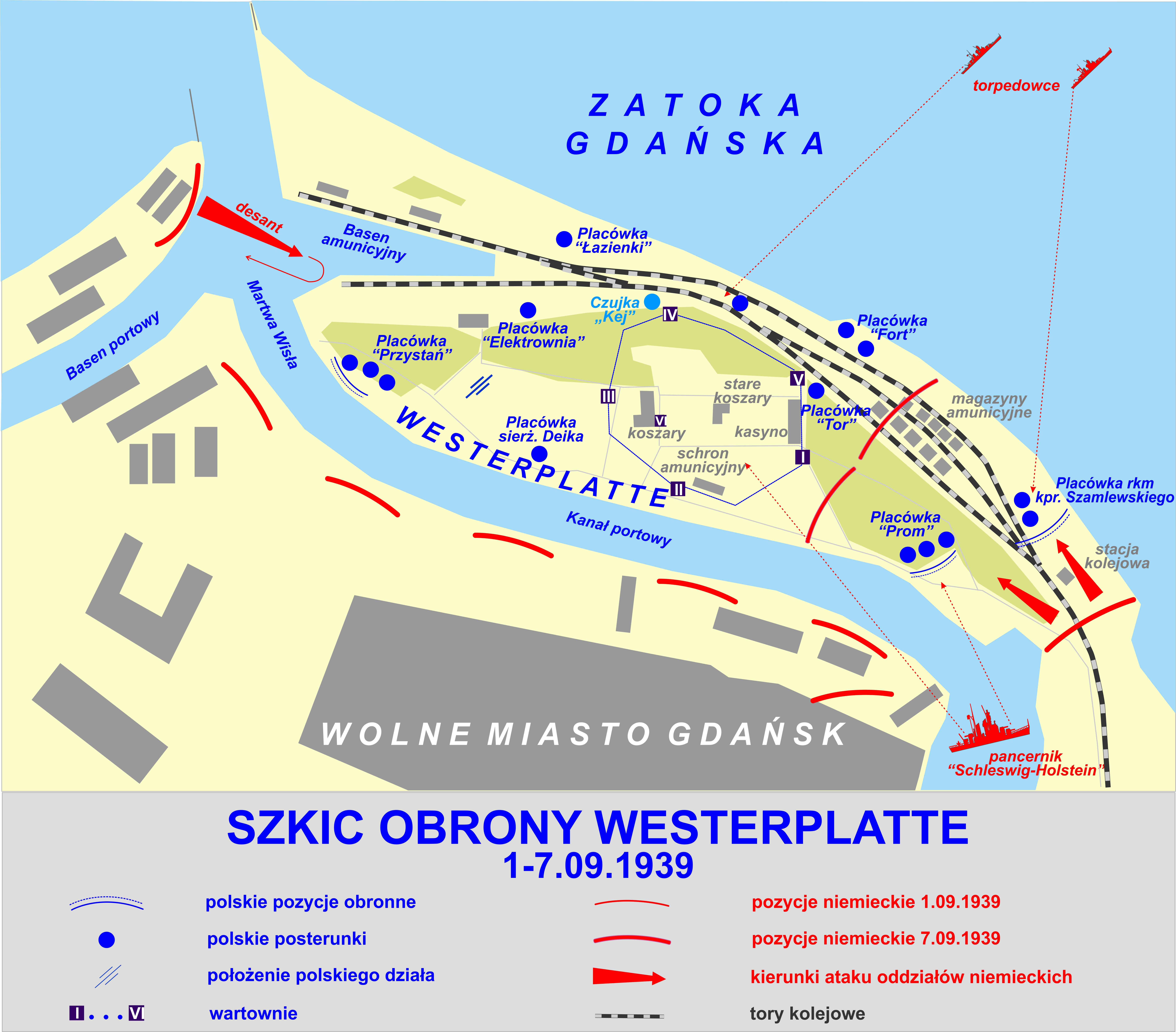
Obrona Westerplatte

Urodził się w Charzewicach, jako syn Walentego i Franciszki z Czeladków, robotników rolnych. Ukończył szkołę powszechną oraz Szkołę Podoficerską dla Małoletnich w Nisku w 1936, w stopniu starszego strzelca. Służbę wojskową odbywał w 3 pułku piechoty Legionów w Jarosławiu, skąd został skierowany na Westerplatte 13 marca 1939. Najpierw udał się do Kielc gdzie był punkt zborny wszystkich żołnierzy mających stanowić załogę placówki. 4 kwietnia 1939 został w tajemnicy przed Niemcami przetransportowany na Westerplatte. Brał udział w obronie wartowni nr 3, jako zastępca dowódcy wartowni. Przez siedem dni obrony walczył na terenie wartowni. 
Jak wspomina Kochan przez Gdańsk byli przewożeni autobusami, gdyż dowództwo niemieckie nie mogło zapewnić bezpieczeństwa polskim jeńcom.
Po kapitulacji Westerplatte był jeńcem Stalagu I A Stablack w Prusach Wschodnich. Z niewoli zwolniony w 1945. W 1946 podjął pracę jako starszy adiunkt w Polskich Kolejach Państwowych w Rozwadowie. W 1947 ożenił się z Władysławą. Od powrotu w rodzinne strony był pod stałą obserwacją Urzędu Bezpieczeństwa. Od 1950 do 1956 był poddawany represjom i szykanom. Co kilka dni był wzywany na przesłuchanie do UB. W 1976 przeszedł na emeryturę. W 1986 została mu przyznana renta inwalidy wojennego. Krzyż Virtuti Militari i awans na stopień podporucznika w stanie spoczynku odebrał 8 grudnia 1989 w Warszawie. Brał udział w tej uroczystości wraz z 46 innymi żyjącymi obrońcami Westerplatte. Zmarł 13 lipca 1990 w Kanadzie, odwiedzając swojego syna Waldemara. Pochowany na cmentarzu parafialnym ul. Klasztorna Stalowa Wola - Rozwadów. Jego grobem opiekuje się Szkoła Podstawowa nr 3 im. Bohaterów Westerplatte w Stalowej Woli. Szkoła na pomniku Kochana umieściła Znak Pamięci.

## Upamiętnienie
- W Stalowej Woli istnieje ulica imienia Bronisława Kochana[3].

- 54 Stalowowolska Drużyna Harcerska nosi imię Bronisława Kochana.

## Odznaczenia
- Srebrny Krzyż Orderu Virtuti Militari (1989)
- Krzyż Kawalerski Orderu Odrodzenia Polski (1974)
- Odznaka Grunwaldzka (1960)
- Srebrny Medal „Zasłużonym na Polu Chwały”
- Medal 30-lecia PRL (1974)
- Medal „Za udział w Wojnie Obronnej 1939" (1982)
- Odznaka honorowa „Za zasługi dla Miasta Gdańska”